# Cambuslang
Cambuslang (gael. Camas Lang) – miasto w środkowej Szkocji, w hrabstwie South Lanarkshire, położone na południowym brzegu rzeki Clyde, na południowym obrzeżu aglomeracji Glasgow. W 2011 roku liczyło 27 004 mieszkańców.
W XIX wieku było ośrodkiem włókiennictwa i wydobycia węgla.